# Hymenoscyphus geogenum
Hymenoscyphus geogenum är en svampart som beskrevs av Boud. Hymenoscyphus geogenum ingår i släktet Hymenoscyphus och familjen Helotiaceae.   Inga underarter finns listade i Catalogue of Life.